# Diego Soñora
Diego Luis Soñora (San Justo, 17 luglio 1969) è un ex calciatore argentino, di ruolo centrocampista.

## Biografia
Ha due figli, Joel e Alan, anch'essi calciatori professionisti.

## Carriera

### Argentina
Capace di giocare come difensore e centrocampista, giocò per molti anni con il Boca Juniors dove vinse 5 titoli tra il 1988 ed il 1995 e giocando tra tutte le competizioni 266 gare segnando 5 gol.

### Stati Uniti
Nel 1996 si trasferì alla Major League Soccer, giocandovi la stagione d'esordio del 1996 nei Dallas Burn, con cui disputò i primi due campionati, prima di passare ai MetroStars nel 1998 e l'anno dopo ai D.C. United con cui vinse la MLS Cup del 1999.
Nella lega nordamericana fu un All-Star nelle sue prime tre stagioni, segnando 7 gol e fornendo 21 assist.

### Ritorno nell'America del Sud
Lasciò la MLS al termine della stagione per giocare nel Deportes Concepcion, tornando brevemente nella MLS al Tampa Bay Mutiny per poi giocare nel Cerro Porteño prima di tornare in Argentina per giocare nel Defensores de Belgrano, sua ultima squadra prima del ritiro.

## Palmarès

### Club

#### Competizioni internazionali
- Supercoppa Sudamericana: 1

Boca Juniors: 1989
- Recopa Sudamericana: 1

Boca Juniors: 1990
- Supercopa Masters: 1

Boca Juniors: 1992
- Copa de Oro: 1

Boca Juniors: 1993